# Parlamentswahl in Italien 1882
- Estrema
Sinistra: 44
- SD: 19
- Sinistra: 289
- Sonst.: 9
- PLC: 147

Die Parlamentswahl in Italien 1882 fand am 29. Oktober und am 5. November 1882 statt.
Die Legislaturperiode des gewählten Parlaments dauerte vom 22. November 1882 bis zum 27. April 1886.

## Erweiterung des Wahlrechts
Mit dem Wahlgesetz vom 22. Januar 1882 war das Wahlrecht erweitert worden. Wahlberechtigt war danach jeder männliche Italiener über 21 Jahren, der eine grundlegende Schulbildung nachweisen konnte und/oder mindestens 19,8 Lire an direkter Einkommenssteuer jährlich zahlte. Die Zahl der Wahlberechtigten stieg von 621.896 Personen bei der Wahl 1880 auf nunmehr 2.017.829 Personen. Trotzdem war damit angesichts der mehrheitlich analphabetischen Bevölkerung nur eine kleine Minderheit von 6,9 % der Bevölkerung wahlberechtigt.

## Ergebnisse
1.223.851 Personen (60,7 % der Wahlberechtigten) beteiligten sich an der Wahl.
| Partei    | Partei                          | Anzahl der Stimmen | %       | Mandate |
| --------- | ------------------------------- | ------------------ | ------- | ------- |
|           | Historische Linke               | 0.695.147          | 056,8 % | 289     |
|           | Partito Liberale Costituzionale | 0.353.693          | 028,9 % | 147     |
|           | Partito della Democrazia        | 0.105.251          | 08,6 %  | 044     |
|           | La Pentarchia                   | 0.045.282          | 03,7 %  | 019     |
|           | Sonstige                        | 0.024.477          | 02,0 %  | 09      |
| Insgesamt | Insgesamt                       | 1.223.851          | 100,0 % | 508     |